# Mokopirirakau nebulosus
Espèce
Synonymes
- Heteropholis nebulosus McCann, 1955
- Hoplodactylus nebulosus (McCann, 1955)

Statut CITES
Mokopirirakau nebulosus est une espèce de geckos de la famille des Diplodactylidae.

## Répartition
Cette espèce est endémique de Nouvelle-Zélande.

## Publication originale
- McCann, 1955 : The lizards of New Zealand. Gekkonidae and Scincidae. Dominion Museum Bulletin, n. 17, p. 1-127.